# Collet dels Pins del Feliu
El Collet dels Pins del Feliu és una collada de 556,7 metres d'altitud dins del municipi de Monistrol de Calders, del Moianès.
Està situat just al nord del nucli de població de Monistrol de Calders, entre Cal Tronxo i Cal Mitjans, al capdamunt d'una pista que el connecta amb el Collet i amb el carrer del Canigó del poble.